# Albert Willemetz
Albert Lucien Willemetz (Parigi, 14 febbraio 1887 – Marnes-la-Coquette, 7 ottobre 1964) è stato un librettista e paroliere francese.

## Biografia
Figlio di Édouard Albert Willemetz, broker assicurativo, e di Jeanne Juliette Louise de Taillandier, Albert Willemetz nacque il 14 febbraio 1887 nel XVII arrondissement di Parigi. È considerato uno dei padri dell'operetta moderna del Novecento. Già negli anni '20, a differenza dei libretti d'opera e d'operetta su cui i compositori avevano fino ad allora adattato la sua musica, aveva introdotto l'uso di adattare i testi delle commedie musicali dopo la composizione.

## Opere
- La Créole Opéra-comique
- La granduchessa di Gérolstein opera buffa
- Annie du Far West